# Cantone di Targon
Il Cantone di Targon era una divisione amministrativa dell'arrondissement di Langon.
A seguito della riforma approvata con decreto del 20 febbraio 2014, che ha avuto attuazione dopo le elezioni dipartimentali del 2015, è stato soppresso.

## Composizione
Comprendeva i comuni di:
- Arbis
- Baigneaux
- Bellebat
- Bellefond
- Cantois
- Cessac
- Courpiac
- Escoussans
- Faleyras
- Frontenac
- Ladaux
- Lugasson
- Martres
- Montignac
- Romagne
- Saint-Genis-du-Bois
- Saint-Pierre-de-Bat
- Soulignac
- Targon